# Ministerstwo Rolnictwa Federacji Rosyjskiej
Ministerstwo Rolnictwa Federacji Rosyjskiej (ros. Министерство сельского хозяйства Российской Федерации) – federalny organ władzy wykonawczej w Federacji Rosyjskiej odpowiedzialny za zapewnienie realizacji jednolitej polityki rolno-przemysłowej.. 